# 林芝米林机场

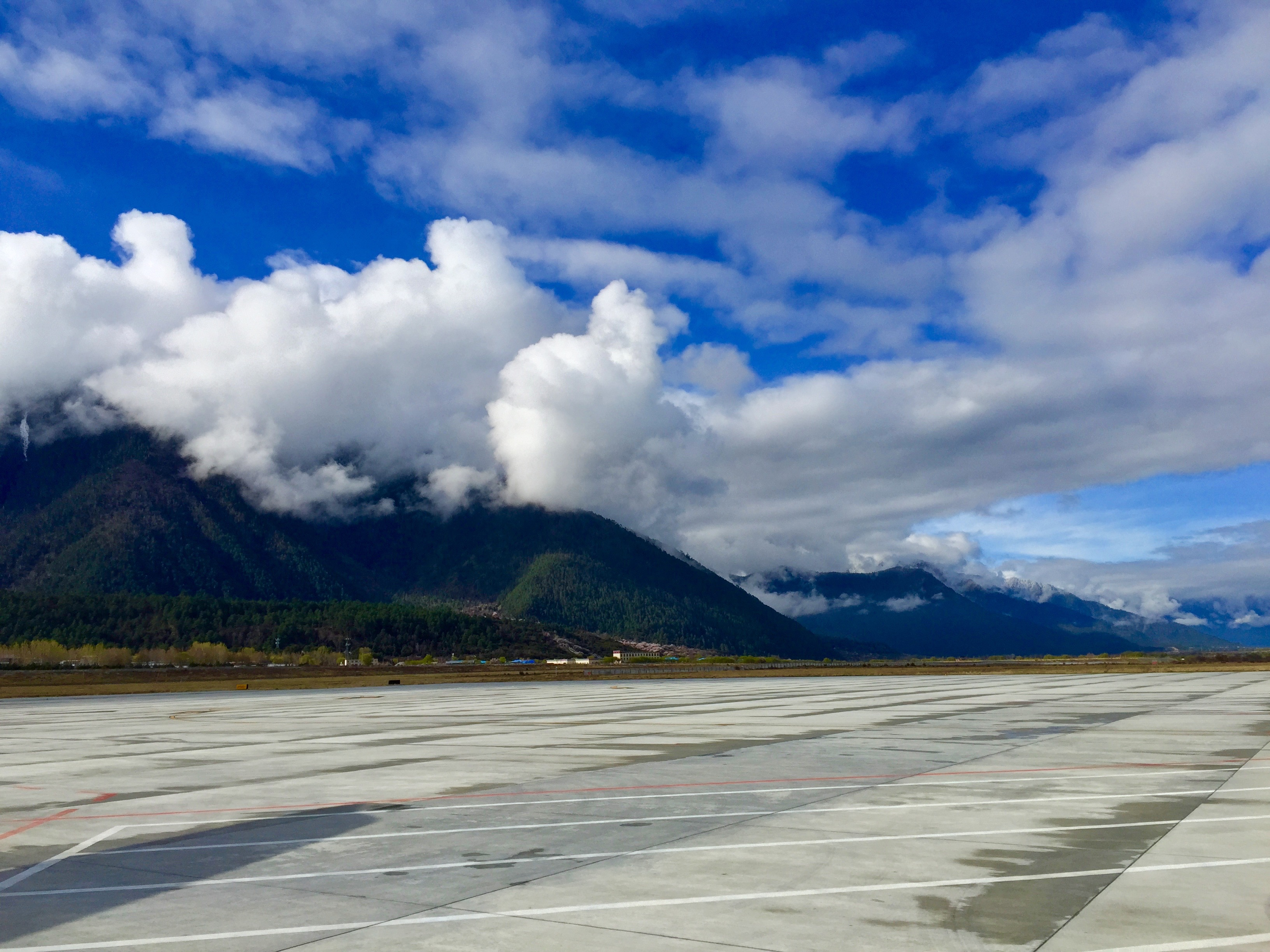
机场飞行区

林芝米林机场（藏語：ཉིང་ཁྲི་སྨན་གླིང་གྲུ་ཐང་，威利转写：nying khri sman gling gru thang）是中國西藏林芝市的民用機場。机场位於米林市境内的雅鲁藏布江河谷，林芝市市区巴宜区八一镇以南50公里。机场飞行区等级為4D，跑道長3000米，宽45米，可供波音757及以下機型起降，停機位2個。2006年9月1日正式通航。

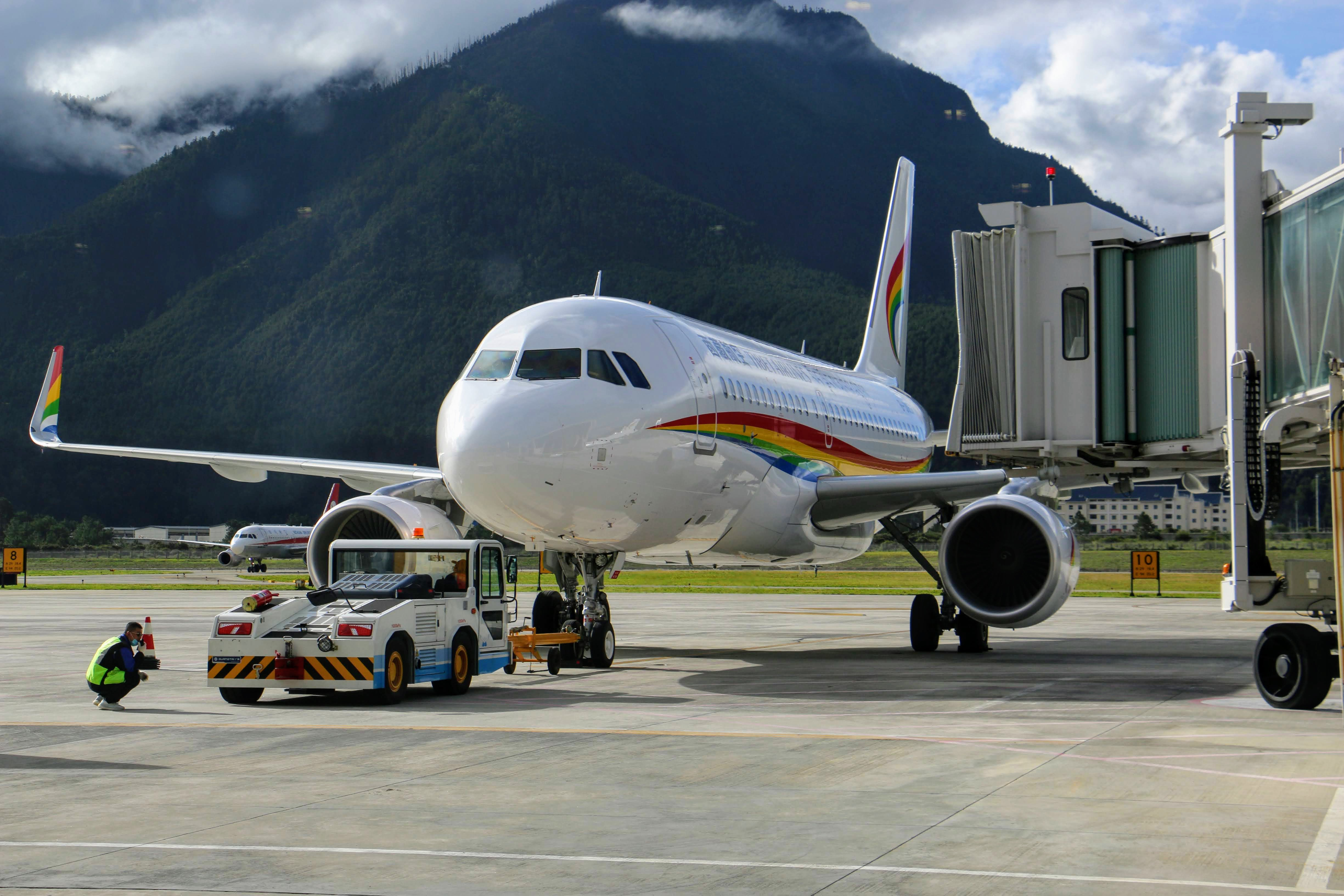
一架西藏航空的A319停放于林芝米林机场

## 机场建设
2001年，新建林芝机场批准立项，作为民航和自治区的一个重点项目。场址选在两山之间的雅鲁藏布江边，海拔高度为2951米。于2003年十月开工建设，共投资7.8亿元，设计年运送旅客量12万人次。2006年8月全面建成通过试飞、验收，9月1日正式通航。
2007年是林芝机场通航的第一年，旅客吞吐量达到5.3万人。
2011年的机场旅客吞吐量达14.4万人次，已超越设计饱和容量。2012年4月15日，机场开始了预计为期1年半的扩建工程。扩建后，航站楼面积将由3200平方米扩至1.35万平方米，旅客吞吐量增至70万人次。
2014年6月林芝米林机场改扩建工程取得国家立项批复，工程将按照满足2020年旅客吞吐量75万人次、货邮吞吐量3000吨的目标实施，新建10360平方米航站楼、3000平方米综合保障用房及消防站、泵房站，改造老航站楼等，总投资约2.7亿元。

## 地理位置
林芝机场选址在米林、晒骨拉、尼西、布久、立定五个方案中确定，最后确定基于飞行安全原因选定米林场址。
林芝机场坐落於雅鲁藏布江河谷上，进离场根据跑道方向需利用雅鲁藏布河谷或/及尼洋河河谷；周围是海拔4500多米常年被云雾笼罩的高山峻岭，飞行航道最窄处距离峡谷两侧山脊不到4公里，距离中印实控线16公里；另外机场多低云天气，风向多变并伴有风切变等紊乱气流，每天下午河谷南岸山口有印度洋暖流吹入，导致较大侧风并在河谷形成乱流，因此飞机只能在下午2时前起降，全年适航时间累计仅有100天。
林芝机场于2006年启用RNP导航程序，是中国最早单独使用RNP运行的机场，也是目前世界上唯一一个飞机起降必须全部实施RNP AR程序（要求的航空器和机组符合资质）的运输机场。2018年米林机场建设完成了跑道拦阻系统（EMAS）。
与拉林铁路的岗嘎站隔雅鲁藏布江相望。

## 航点
2025夏航季
| 航空公司     | 目的地                           |
| ------------ | -------------------------------- |
| 四川航空     | 成都/雙流、成都/天府、重庆、西安 |
| 西藏航空     | 成都/雙流、成都/天府、重庆、西安 |
| 中国国际航空 | 成都/天府、北京/首都             |
| 中国南方航空 | 广州、深圳                       |
| 西部航空     | 重庆                             |

## 周边
- 帮仲贡布民俗风情园
- 工布王庄园
- 林芝工布庄园希尔顿酒店
- 岗嘎站